# Horten
 Denne artikel omhandler den norske by og kommune Horten. Opslagsordet har også en anden betydning, se Advokatfirmaet Horten.
Horten er en kystby og en kommune i Vestfold og Telemark fylke i Norge. Den har et areal på 69 km² og har 24.871 indbyggere (2006). Den er beliggende mellem Holmestrand i nord og Tønsberg i syd. Kommunen grænser til Re og Tønsberg. Horten kommune omfatter byen Horten (ca 17.000 indbyggere) og småbyerne Kirkebakken (Borre ca. 1.000 indb.), Nykirke (ca. 1.000 indb.), Åsgårdstrand (ca. 3.000 indb.) og Skoppum (ca. 2.000 indb.)
Kommunen har i øst ca. 40 km kystlinje til Oslofjorden.
Horten har siden 1582 været færgested for færgeruten Horten – Moss .

## Historie
I kommunen finder man spor fra bosættelser helt tilbage til stenalderen. Borrehaugene vidner om, at området var et magtcenter i vikingetiden.
Ved kongelig resolution af 21. november 1818 blev det bestemt, at marinens hovedkvarter skulle anlægges ved Horten. Uden at sagen blev forelagt Stortinget, bestemte kronprinsregent Karl Johan sig for, at Norges nye hovedbasis for marinen skulle flyttes fra Fredriksværn ved Stavern til Horten. Der gik ti år fra kongens beslutning om anlæggelse af hovedkvarteret på Horten, til det første skib blev søsat.
Søkrigsskolen blev oprettet 1864.
Marinens hovedværft på Karljohansvern blev senere til Horten Værft, som i en årrække var selve rygraden i kommunen med over 2.000 ansatte. Selskabet gik konkurs i 1987. Efter dette har det store værftsområde udviklet sig som erhvervspark med en samling mindre virksomheder.
Marinens hovedbase blev i 1963 flyttet til Haakonsvern udenfor Bergen.
Horten blev ladeplads i 1858 og købstad i 1907. Borre og Åsgårdstrand kommuner blev slået sammen i 1965, og Horten og Borre slået sammen til Borre kommune 1. januar 1988. 1. juni 2002 skiftede kommunen navn til Horten kommune.
Hortens byvåben var det første byvåben, kong Haakon 7. godkendte. Det skete i 1907.
Den kendte skuespiller og komiker Rolv Wesenlund er født i Horten.

## Personer fra Horten
- Francis Hagerup († 1921), politiker, statsminister
- Gil Andersen († 1935)[1][2][3][4]
- Arthur Omre († 1967), forfatter
- Nanna Broch († 1971)[5][6]
- Grethe Kausland († 2007), skuespiller
- Rolv Wesenlund († 2013), skuespiller
- Jørgen Kosmo, politiker, forsvarsminister († 2017)
- Vidar Lønn-Arnesen (1940–)[7]
- Kristin Halvorsen (1960–), politiker, regeringsmedlem

- Rolv Wesenlund
- Adelén Rusillo Steen (1996-)

## Venskabsbyer
- Hillerød i Danmark
- Karlskrona i Sverige

### Historie
- Høyskolen i Vestfolds «Borre-minne»
- Kulturmiljøer i Horten
- Historiske fotografier fra Horten 1901-1938

59°25′01″N 010°29′01″Ø / 59.41694°N 10.48361°Ø